# Mariana Celac
Mariana Celac (n. 7 august 1936, Chișinău, România – d. 22 octombrie 2018, București, România) a fost o cunoscută arhitectă și opozantă a regimului comunist.
Ea a fost soția reputatului disident Mihai Botez, plecat din țară în vara anului 1987 în Statele Unite ale Americii și sora celui dintâi ministru de externe al României post-decembriste, Sergiu Celac (decembrie 1989-iunie 1990). A fost fiica lui Nicolae Cealik, gagauz, primul prefect comunist instalat de Armata Rosie in Romania, la Craiova, Dolj.
Înainte de 1989, Mariana Celac a militat împotriva regimului Ceaușescu, împotriva gravelor demolări din București, începând cu anul 1984, iar după 1987, împotriva ,,sistematizării rurale’’, proiect prin care se urmărea demolarea a 7-8.000 de sate din cele 13.123 existente.
Până la Revoluție, a ținut constant legătura cu exilul românesc și în special cu Mihnea Berindei (1948-2016), figura-cheie a Ligii pentru Apărarea Drepturilor Omului din România, cu sediul la Paris. 
Ulterior prietenia sa cu Mihnea Berindei și cu Edith Lhomel, o apropiată a exilului românesc, redactor la publicația La Documentation Française (ambii implicați în mișcarea de protest Opération Villages Roumains), a făcut posibilă participarea sa ca persoană de legătură esențială în obținerea de informații legate de evoluția proiectului de sistematizare a satelor.
După moarte, Mariana Celac a fost incinerată într-o ceremonie care a avut loc la 24 octombrie 2018.

Printr-o decizie a CNSAS din 08.04.2010, Mariana Celac a fost declarată ca necolaboratoare cu Securitatea deși:
“Domnia sa a fost recrutata la data de 01.11.1984, pentru completarea retelei informative pe linia Serviciului F” 
iar din dosar nu exista niciun angajament și nicio notă informativă.
Printre proiectele și studiile sale:
- 2017: Bucureștiul - ghid adnotat de arhitectură  - editie bilingvă română și engleză
- 2017: Arhitectul B. Ioanide. Viața și opera
- 2009: 60 de biserici de lemn
- 2005: Bucuresti, arhitectura si modernitate - editie bilingvă română și engleză
- 2000: Expoziția "Câmpia Filaretului la 1906", MNIR
- 1998: Memorialul de la Constanța (Premiul I, alături de plasticianul Ion Nicodim)
- 1995: Dincolo de zid - ideologie, cultură, arhitectură; conferință internațională (codirector alături de Neil Leach, Univ. din Nottingham)
- 1992: Neobișnuitul oaspete (scenariu, comentariu, regie film)
- 1990: Indicatori de evaluare și criterii de clasificare pentru zona centrală a Bucureștiului - Proiect pentru banca informatizată de date a Ministerului Culturii - GDS)
- din 1990: conferințe, prelegeri, pachete de cursuri la universități din USA, UK, Suedia, Olanda, NEC, UIA, UAR
- 1977: Formal Structures in the Modelling of Spatial Systems (Modern trends in Cybernetics and Systems, C. Rose Editor, Springer Verlag, New-York, London)
- 1977: Banca de date urbană. Sisteme computerizate de stocare și prelucrare a datelor pentru planificare și proiectare urbanistică
- 1973: mențiune concurs Amenajarea complexă a zonei Yufuin, Japonia
- 1971-1973: Studii Postuniversitare, Departamentul de Civilizație orientală, Universitatea din Osaka și Stagiu de cercetare, Departamentul de Arhitectură, Universitatea din Tokyo TODAI, Japonia
- 1971: Dezvoltarea pe termen lung a zonelor rezidențiale în orașul București

## Distincții
- Ordinul național „Steaua României” în grad de Cavaler (1 decembrie 2000) „pentru realizări artistice remarcabile și pentru promovarea culturii, de Ziua Națională a României”[1]